# Exostema pulverulentum
Exostema pulverulentum är en måreväxtart som beskrevs av Attila L. Borhidi. Exostema pulverulentum ingår i släktet Exostema och familjen måreväxter.
Artens utbredningsområde är Kuba. Inga underarter finns listade i Catalogue of Life.